# Governadoria de Mato Grosso do Sul
A Governadoria de Mato Grosso do Sul é o edifício-sede do Governo do Estado de Mato Grosso de Sul. Localizado no Parque dos Poderes, o prédio abriga ainda a sede da Secretaria de Estado de Governo e Gestão Estratégica e da Subsecretaria de Comunicação.
Projetada pelo arquiteto Élvio Garabini, que também assina grande parte dos prédios do Parque dos Poderes, foi inaugurada em 1983, com todo o complexo de órgãos públicos. A Governadoria abriga apenas o gabinete do governador, que habita moradia própria.

## História
O projeto inicial do Parque dos Poderes previa um palácio de governo, a princípio sem área residencial, mas o então governador Pedro Pedrossian descartou a ideia. O gabinete do chefe do Executivo foi instalado em um prédio que seria destinado para uma secretaria, que hoje abriga a Governadoria.
Assim como o complexo político-administrativo, a sede do governo teve as obras iniciadas em 1981 e foi entregue dois anos depois. Nos anos 2000, um projeto para um palácio de governo com área residencial foi discutido, mas nunca aconteceu.